# Епітафія

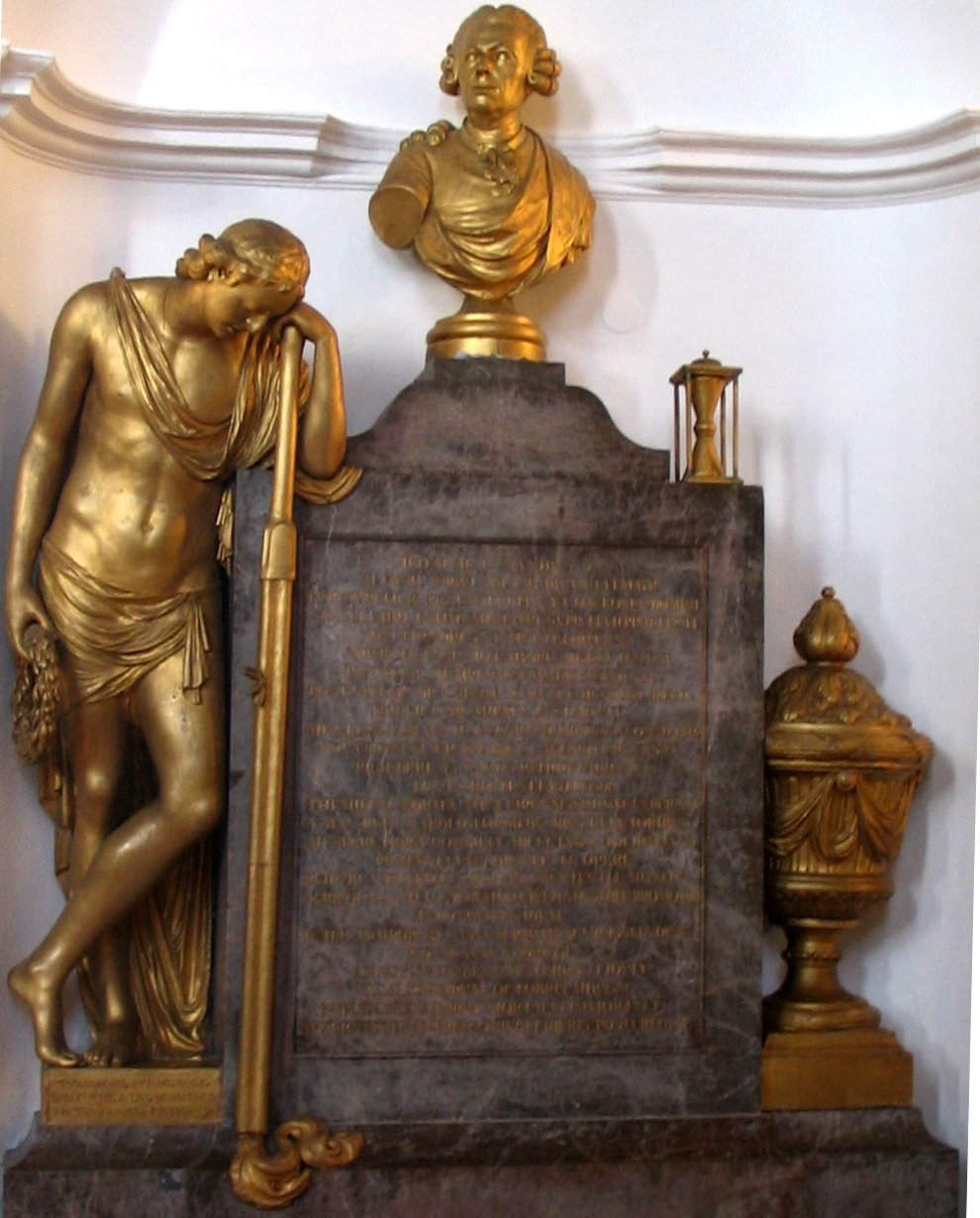
Надгробок Алоізія фон Крейтмайра доби класицизму з епітафією, 1794 р., Баварія.

Епітафія (від грец. epitaphios — надгробний) — короткий текст на честь померлого, що написаний на надгробній плиті, а також слово використовується в переносному сенсі.

## Види епітафій
- Надмогильний напис, переважно у віршованій формі.
- Літературний твір, написаний у зв'язку зі смертю чи втратою кого-небудь. В поезії стилізована епітафія стала самостійним жанром в епоху класицизму. Зміст переважно панегіричний, але часто і сатиричний як в епіграмі.
- Вид літературної епіграми, в якій поет виражає чи то сум через втрату близької людини, чи то ставлення до якоїсь історичної особи чи героя літературного твору.
- Промова, виголошена на похороні.

## Походження
Від часів греко-перських воєн в Афінах було встановлено щорічне вшановування загиблих, під час якого виголошувалися епітафії, які замінили старовинний вид оплакування — тренос (фринос).
Епітафій уперше був нібито виголошений на могилі 192 афінських воїнів, які героїчно прийняли смерть під час битви коло Марафона в 409 р. до н. е. Відтоді в Афінах з'явилася традиція щорічно вшановувати пам'ять загиблих у греко-перських війнах патріотів. Потім ця традиція поширилася, і виголошувати епітафій почали не тільки після смерті людини в бою, а й взагалі після смерті будь якого афінського громадянина.
До наших днів не дійшли дані про існування в Елладі вузьких спеціалістів у цьому жанрі красномовства. Очевидно, у разі необхідності кожний оратор був здатен виголосити подібну промову. Але поступово епітафій почав оформлюватись як жанр і набувати певної структури, у якій з'явились постійні елементи. що закріпилися і стали обов'язковими.
Їх, мабуть, дотримувалися протягом усього існування демократичних полісів. На жаль, жоден з величезної кількості виголошених епітафіїв не зафіксований. Проте класичним зразком його композиції та змісту може бути написаний Фукідідом виступ Перикла на похороні афінських воїнів, які загинули в перші дні Пелопонеської війни. Слід зауважити, що Перикл виступав вже тоді, коли епітафій остаточно оформився.

## Зміст
Більшість епітафій короткі звіти про сім'ю, і, можливо, кар'єру, померлих, часто з виразом любові і поваги — «улюблений батько …». Але є й амбітні епітафії, які беруть початок в епоху Відродження та існували до 19 століття в західній культурі. Тобто, епітафії для знатних людей ставали все довшими і помпезнішими із описом походження родини померлого, кар'єри, честі і найближчих родичів, часто латинською мовою. Тим не менш, лат. Laudatio Turiae,, найвідоміша давньоримська епітафія є найбільшою і налічує 180 рядків, де чоловік, ймовірно консул, відзначає чесноти дружини.
Епітафій мав похвальний, морально-повчальний і патріотичний характер.

### Літературний жанр
Як літературний жанр епітафія з'являється в Давній Греції та Римі. Пізніше стали писати епітафії на смерть неіснуючої особи з метою осміяти вади певної людини чи людського типу. Такі сатиричні епітафії писав Р. Берне. До такого різновиду сатиричних епітафій належать і автоепітафії — написи на власну уявлювану смерть. Відомі автоепітафії давньогрецького поета Мегара та російського поета В. Соловйова. В давній українській літературі до жанру епітафій зверталися Л. Баранович, В. Ясинський, Ф. Прокопович, Г. Сковорода. У 20 столітті сатиричні епітафії писали В. Еллан-Блакитний, В. Симоненко, М. Сом.

## Будова епітафії
1. Промова починається з похвали тим, «хто вперше додав до похоронного обряду надмогильне слово».
2. Далі промовець виголошує похвальне слово предкам, які заснували країну, здобули їй волю і вільною залишили нащадкам у спадщину.
3. Головну частину промови становлять прославлення Афінської держави, роздуми про найхарактерніші риси демократії в ній: шанування всіма громадянами законів і звичаїв, виховання молоді в дусі патріотизму миролюбивість афінських громадян, прагнення до дружби з іншими державами, розвиток культури, виконання громадянами своїх обов'язків докорінна відмінність їхнього життя від укладу життя жителів монархічної держави.
4. Звеличуються подвиг героїв, їхня мужність і патріотизм, «бо вони показали себе цілком гідними цього міста».
5. Далі йде звернення до батьків і рідних пишатися подвигом героїв, яких достойно виховали і вони, і демократична держава, «бо справжнє щастя померти так, як померли ці воїни», зі зброєю в руках захищаючи батьківщину.
6. Промовець звертається до молоді із закликом взяти приклад з героїв і в разі необхідності повторити їхній подвиг, діяти заради вітчизни так, як це зробили вони.
7. Промова закінчується запевненням, що держава завжди піклуватиметься про дітей героїв і забезпечить їх усім необхідним.

## Приклади епітафій
- Гнею Невію (III ст. до н. е.)